# Clemens Heereman von Zuydwyck

Clemens Heereman von Zuydwyck

Clemens August Freiherr Heereman von Zuydwyck (* 26. August 1832 auf Surenburg, Stadt Hörstel, Kreis Steinfurt; † 23. März 1903 in Berlin) war ein deutscher Jurist, Politiker der Deutschen Zentrumspartei, und Autor.

## Leben

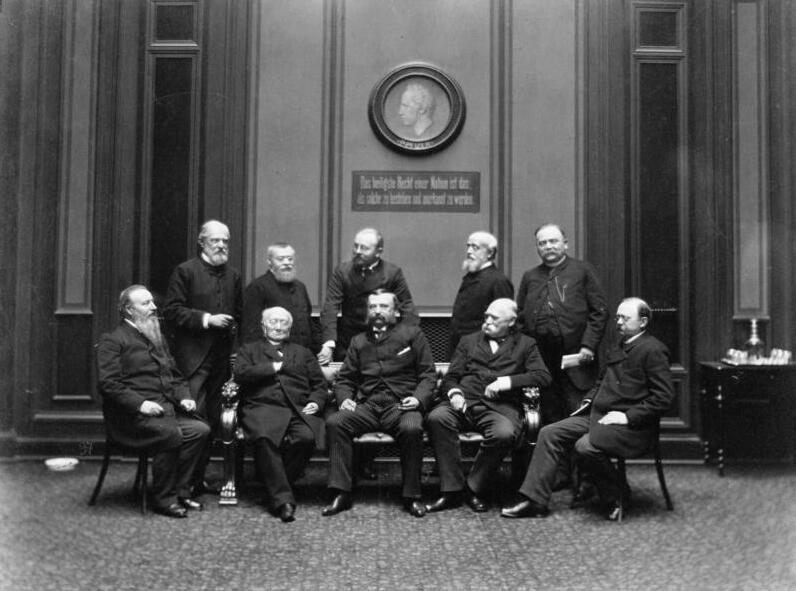
Mitglieder des Reichstages (1.Reihe-sitzend v. l. n. r.: Paul Letocha, Ludwig Windthorst, Graf v. Johann Anton von Chamaré, Anton von Dejanicz-Gliszczynski, Albert Horn 2.Reihe-stehend-v.l.nr.: Graf v. Friedrich von Praschma, Philipp Schmieder, Felix Porsch, Frhr. Clemens Heereman von Zuydwyck, Julius Szmula

Clemens Heereman von Zuydwyck (1832–1903). Photographie von Leopold Haase & Comp, Berlin um 1873

Der dem Adelsgeschlecht Heereman von Zuydtwyck (spr. seudweik) angehörende Clemens August studierte in Bonn, Heidelberg und Berlin Rechtswissenschaft. Er gehörte 1853 in Berlin zu den 13 Gründungsmitgliedern des Katholischen Lesevereins Berlin, dem jetzigen KStV Askania-Burgundia Berlin im KV. Nach seiner Promotion trat Heereman als Auskultator beim Kreisgericht zu Münster in den Staatsjustizdienst, ging dann zum Verwaltungsdienst über und war zunächst Regierungsassessor bei der Regierung in Münster. Aus konfessionspolitischen Gründen verweigerte die preußische Regierung die Anerkennung seiner erfolgreichen Wahl zum Landrat des Kreises Tecklenburg, stattdessen wurde er dann zum Regierungsrat in Merseburg, also in der katholischen Diaspora, ernannt.
Seit 1870 Mitglied des Preußischen Abgeordnetenhauses für den Wahlkreis Münster-Coesfeld, seit 1871 auch des Reichstags, war Heereman Mitbegründer der Zentrumspartei und schied bei Beginn des Kulturkampfes auf eigenen Antrag aus dem preußischen Staatsdienst aus. 1871 wurde Heereman als Abgeordneter des Wahlkreises Regierungsbezirk Münster 2 (Münster – Coesfeld) in den Reichstag gewählt. Er wurde bis zu seinem Tode 1903 in allen Reichstagswahlen zum Abgeordneten dieses Wahlkreises gewählt.
Er bewirtschaftete sein Rittergut Surenburg in Westfalen und war neben seinem Ämtern in Berlin auch noch Mitglied des Tecklenburger Kreistages und des westfälischen Provinziallandtags. Am 30. Oktober 1879 wurde er zum zweiten (bis 1880), 1886 zum ersten Vizepräsidenten des preußischen Abgeordnetenhauses gewählt und übernahm nach dem Tode von Ludwig Windthorst die Fraktionsführung der Zentrumspartei im Abgeordnetenhaus. Diese Ämter hatte Freiherr Heereman bis zum Tode inne.
Heereman, der ein außerordentlich fleißiger Abgeordneter sowie ein wirksamer, wohlunterrichteter und gemäßigter Redner war, hatte großes Interesse an der Kunst, war Mitbegründer der Zeitschrift für christliche Kunst und Vorsitzender des Westfälischen Kunstvereins in Münster. Er setzte sich auch stark dafür ein, dass die Münsteraner Königliche Akademie 1902 zur Universität erhoben wurde. In seiner letzten parlamentarischen Rede befasste sich Heereman mit der Errichtung der medizinischen Fakultät und dem Ausbau der Universitätsbibliothek in Münster.
Freiherr Heereman ist in Riesenbeck (Kreis Tecklenburg), nicht weit von Schloss Surenburg entfernt, begraben.
Seit 1897 war Heereman Ehrenbürger der Stadt Münster, bereits 1891 hatte ihm Papst Leo XIII das Großkreuz des Gregoriusordens verliehen.
Er war Ehrenmitglied der katholischen Studentenverbindungen KDStV Markomannia Würzburg (seit 1873) und VKDSt Saxonia Münster, jeweils im CV.

## Werke
- Ueber Arbalo und das Winterlager des Tiberius am Flusse Julia. Schöningh, Paderborn 1865.
- Der Zug des Varus mit Rücksicht auf die Schrift des Herrn Prof. Middendorf "Ueber die Gegend der Varusschlacht Münster 1868". Paderborn 1868.
- Die älteste Tafelmalerei Westfalens: Beitrag zur Geschichte der altwestfälischen Kunst. Schöningh, Münster i.W. 1882. (Digitalisat)